# منيرة سنبل
منيرة سنبل (15 يونيو 1939 - ) ممثلة مصرية وراقصة باليه محترفة، حصلت على العديد من الجوائز الدولية في السباحة.

## عن حياتها
وُلدت في الإسكندرية في 15 يونيو 1939. وشاركت في ستة أعمال فنية من بينها شارع الحب والحب الصامت.

## مسيرتها الفنية
درست منيرة سنبل في كلية البنات الإنجليزية بالإسكندرية، قبل أن تلتحق بالجامعة الأمريكية، والتي عملت على إثقالها ثقافيًا. اكتشفتها مجلة الكواكب عام 1956 بعد حصولها على لقب ملكة جمال الإسكندرية ونشر صورها ليتسابق المنتجون لإفساح الطريق لها للدخول إلى عالم الفن، لتبدأ مسيرتها الفنية بفيلم شياطين الجو مع أحمد رمزي وآمال فريد في نفس العام. وفي العام التالي، شاركت في نساء في حياتي مع يحيى شاهين، حيث لعبت دور ناهد؛ ثم فيلمي ليلة رهيبة مع شكري سرحان وسجين أبو زعبل عام 1957 مع محسن سرحان؛ ثم آخر فليمين في مسيرتها الفنية عام 1958 شارع الحب في دور ميرفت، الفتاة اللعوب الحاقدة على زميلتها كريمة، والحب الصامت مع مريم فخر الدين في دور بهيرة. وقد اشتهرت بلقب هانم الصالونات الأنيقة. وما لبثت إلا أن يبعدها الزواج عن مسيرتها الفنية بعد زواجها من أحد أبناء عائلة البدراوي المعروفة في الإسكندرية لتتفرغ لتربية أبنائها، بينما عادت للظهور ببعض البرامج التليفزيونية عقب انفصالها عن زوجها، إلا أنها لم تحقق النجاح الذي حققته بالسينما.